# Пам'ятні знаки працівникам міліції в Україні
Список обелісків, пам'ятників, пам'ятних знаків на честь працівників міліції (зокрема автоінспекції), чекістів та прикордонників, встановлених на території України
У радянський час
- Пам'ятник на честь співробітників міліції в Миколаєві
- Пам'ятник чекістам (Київ)
- Пам'ятник чекістам (Черкаси)[1]
- Пам'ятник працівникам міліції, Харків[2]
- Ставище. Пам'ятний знак на честь працівників міліції

Напівколонія
- У Дніпропетровську з’явився пам’ятний знак брежнєвському міністрові

У незалежній Україні
- Миколаїв. Пам’ятний знак міліціонерам, які загинули .  час виконання службових обов’язків[3]
- Миколаїв. Пам’ятний знак працівникам Державтоінспекції, які загинули під час виконання службових обов’язків[3]
- Миколаїв. Пам’ятник прикордонникам усіх часів[3]
- Пам'ятний знак Працівникам органів внутрішніх справ у Івано-Франківську[4]
- У Черкасах хочуть встановити пам’ятний знак загиблим поліцейським[5]
- Луцьк, пам’ятний знак прикордонникам[6]
- Луцьк. Пам’ятний знак на честь загиблих в АТО волинських міліціонерів[7]
- На Харківщині відкрили пам’ятний знак на честь захисників Золочева[8]
- Херсон, відновили знищений росіянами пам'ятний знак на честь захисників[9]
- поліцейському Тарасу Гогусю, в селі Гаї Гречинські поблизу Тернополя[10]